# Hippomedon holbolli
Hippomedon holbolli är en kräftdjursart som först beskrevs av Henrik Nikolai Krøyer 1846.  Hippomedon holbolli ingår i släktet Hippomedon och familjen Lysianassidae. Inga underarter finns listade i Catalogue of Life.